# 일본국 헌법 제78조
일본국 헌법 제78조(일본어: 日本国憲法第78条)은 일본국 헌법 제6장 "사법"의 조문 중 하나이다. 재판관의 신분 보장에 대해 규정하고 있다.

## 조문
일본국 헌법 제78조
재판관은 재판에 의하여 심신의 고장(故障)에 따라 직무를 수행할 수 없다고 결정된 경우를 제외하면 공적 탄핵에 의하지 아니하고는 파면되지 아니한다. 재판관의 징계 처분은 행정기관이 이를 행할 수 없다.

## 해설
각급 재판소의 재판관은 심신에 이상이 생긴 경우를 제외하고는 헌법 제64조에 규정된 재판관탄핵재판소의 탄핵 재판을 통해서만 파면될 수 있다고 규정하여 재판관의 신분을 헌법상의 규정으로 보장하고 있다.